# Lauro Severiano Müller
Pour les articles homonymes, voir Lauro Müller et Müller.
Lauro Severiano Müller (Itajaí, 8 novembre 1863 - Rio de Janeiro, 30 juillet 1926) est un diplomate et un homme politique brésilien.
Il occupe le poste gouverneur de l'État de Santa Catarina, à deux reprises, entre 1889 et 1891, puis entre 1902 et 1906. Il est responsable du passage du statut de province à celui d'État. Il se consacre, en tant que ministre, comme l'un des acteurs majeurs de la négociation entre le Brésil et la Bolivie, qui permet l'achat du territoire de l'Acre et son intégration au territoire brésilien.

## Parcours
Né dans l'État de Santa Catarina, il est le fils d'un immigré allemand, Peter Müller, et le cousin d'un autre futur gouverneur de l'État, Filipe Schmidt, du côté maternel. Disciple du positiviste Benjamin Constant, il embrasse tout d'abord la carrière militaire dans sa province natale.
Diplômé en droit de l'université Harvard, aux États-Unis, ses études lui confèrent un grand prestige qui l'aida au début de sa carrière. Il reçoit son premier poste en 1889, de la part du premier président du Brésil, Deodoro da Fonseca, qui le charge d'organiser la transition de Santa Catarina du statut de province à celui d'État.
Il sera ensuite député fédéral, sénateur, membre de l'Académie brésilienne des lettres et ministre. Il entreprit de grandes réformes dans le domaine de l'industrie et des travaux publics, sous la présidence de Rodrigues Alves.
Lauro Müller devint populaire pour les importants travaux qu'il entreprit dans la capitale, comme le percement de l'avenue centrale, aujourd'hui avenue Rio Branco, et les améliorations qu'il apporta au port de Rio de Janeiro.

## Sources
- (pt) Cet article est partiellement ou en totalité issu de l’article de Wikipédia en portugais intitulé « Lauro Müller » (voir la liste des auteurs).